# 5. National Hockey League All-Star Game
Das 5. National Hockey League All-Star Game wurde am 9. Oktober 1951 in Toronto, Kanada, ausgetragen. Das Spiel fand im Maple Leaf Gardens, der Spielstätte der Toronto Maple Leafs statt. Das Spiel der besten NHL – Spieler endete mit einem 2:2 – Unentschieden. Erstmals wurde ein All-Star Game im Radio übertragen.

## Neues Format
Das Format wurde hauptsächlich aufgrund des deutlichen 7:1-Sieges von Stanley-Cup-Sieger Detroit Red Wings aus dem Vorjahr gegen das All-Star-Team eingeführt. Doch auch das 2:2-Unentschieden zwischen den beiden All-Star-Mannschaften sorgte für Kritik und es wurde die Einführung der Overtime gefordert.
Das erste All-Star-Team bestand aus Spielern amerikanischer Mannschaften, während das zweite hauptsächlich mit Spielern aus Toronto und Montréal bestückt war. Die Trikots des ersten Teams waren aus diesem Grund rot, die des zweiten Teams waren weiß.
Das Spiel fand in gedämpfter Stimmung statt, da Bill Barilko von den Toronto Maple Leafs, der im zweiten All-Star-Team gespielt hätte, kurz zuvor bei einem Flugzeugabsturz verschwand.

## Mannschaften
| #           | Land        | Spieler          | Pos.             | Team                |
| Torhüter    |             |                  |                  |                     |
| 1           | Kanada 1957 | Terry Sawchuk    | Terry Sawchuk    | Detroit Red Wings   |
| 2           | Kanada 1957 | Harry Lumley     | Harry Lumley     | Chicago Black Hawks |
| Verteidiger |             |                  |                  |                     |
| 2           | Kanada 1957 | Frank Eddolls    | Frank Eddolls    | New York Rangers    |
| 4           | Kanada 1957 | Red Kelly        | Red Kelly        | Detroit Red Wings   |
| 8           | Kanada 1957 | Al Dewsbury      | Al Dewsbury      | Chicago Black Hawks |
| 11          | Kanada 1957 | Bill Quackenbush | Bill Quackenbush | Boston Bruins       |
| 20          | Kanada 1957 | Lee Fogolin      | Lee Fogolin      | Chicago Blackhawks  |
| Angreifer   |             |                  |                  |                     |
| 5           | Kanada 1957 | Don Raleigh      | C                | New York Rangers    |
| 6           | Kanada 1957 | Ed Sandford      | AG               | Boston Bruins       |
| 7           | Kanada 1957 | Ted Lindsay      | AG               | Detroit Red Wings   |
| 9           | Kanada 1957 | Gordie Howe      | AD               | Detroit Red Wings   |
| 12          | Kanada 1957 | Doug Bentley     | AG               | Chicago Black Hawks |
| 15          | Kanada 1957 | Milt Schmidt     | C                | Boston Bruins       |
| 16          | Kanada 1957 | Gaye Stewart     | AG               | New York Rangers    |
| 17          | Kanada 1957 | Gus Bodnar       | C                | Chicago Black Hawks |
| 21          | Kanada 1957 | Reg Sinclair     | AD               | New York Rangers    |
| 23          | Kanada 1957 | Johnny Peirson   | AD               | Boston Bruins       |

| #           | Land        | Spieler         | Pos.           | Team                |
| Torhüter    |             |                 |                |                     |
| 1           | Kanada 1957 | Gerry McNeil    | Gerry McNeil   | Montréal Canadiens  |
| 1           | Kanada 1957 | Chuck Rayner    | Chuck Rayner   | New York Rangers    |
| Verteidiger |             |                 |                |                     |
| 2           | Kanada 1957 | Jimmy Thomson   | Jimmy Thomson  | Chicago Black Hawks |
| 3           | Kanada 1957 | Gus Mortson     | Gus Mortson    | Toronto Maple Leafs |
| 5           | Kanada 1957 | Leo Reise       | Leo Reise      | Detroit Red Wings   |
| 10          | Kanada 1957 | Doug Harvey     | Doug Harvey    | Montréal Canadiens  |
| 11          | Kanada 1957 | Émile Bouchard  | Émile Bouchard | Montréal Canadiens  |
| Angreifer   |             |                 |                |                     |
| 4           | Kanada 1957 | Harry Watson    | AG             | Toronto Maple Leafs |
| 6           | Kanada 1957 | Floyd Curry     | AD             | Montréal Canadiens  |
| 7           | Kanada 1957 | Max Bentley     | C              | Toronto Maple Leafs |
| 8           | Kanada 1957 | Ted Kennedy     | C              | Toronto Maple Leafs |
| 9           | Kanada 1957 | Maurice Richard | AD             | Montréal Canadiens  |
| 12          | Kanada 1957 | Sid Abel        | C              | Detroit Red Wings   |
| 15          | Kanada 1957 | Tod Sloan       | C              | Toronto Maple Leafs |
| 18          | Kanada 1957 | Ken Mosdell     | C              | Montréal Canadiens  |
| 20          | Kanada 1957 | Paul Meger      | AG             | Montréal Canadiens  |
| 24          | Kanada 1957 | Sid Smith       | AG             | Toronto Maple Leafs |

## Spielverlauf

### First All-Star Team 2 – 2 Second All-Star Team
| Team       | Zeit  | Stand | Torschütze     | Vorlagengeber | Vorlagengeber |
| 1. Drittel |       |       |                |               |               |
|            | 7:59  | 1–0   | Gordie Howe    | Ted Lindsay   | Milt Schmidt  |
| 2. Drittel |       |       |                |               |               |
|            | 22:26 | 1–1   | Tod Sloan      | Harry Watson  | Max Bentley   |
|            | 36:49 | 2–1   | Johnny Peirson | Gaye Stewart  | Don Raleigh   |
| 3. Drittel |       |       |                |               |               |
|            | 49:25 | 2–2   | Ken Mosdell    | Tod Sloan     | Gus Mortson   |

Schiedsrichter: Bill Chadwick 

Linienrichter: Sam Babcock, William Morrison 

Zuschauer: 11.469